# Chateau Småröd Museum

Chateau Småröd Museum, i Munkedal var Skandinaviens största privata järnvägskulturella museum. Det var beläget i Småröd i Munkedals kommun direkt vid E6:an 120 km norr om Göteborg.
Museichefen Jürgen Boldt började bygga museet 1965 och nya projekt tillkom därefter varje år. Samlingen omfattade år 2006 över 4000 järnvägsmodeller i skala 1:220–1:10. Huvudsamlingen var i TT-skala 1:120 och 0-skala 1:45. Det fanns även ellok typ Hg, ett elektriskt motorvagnståg typ X6, samt annan utrustning från Statens Järnvägar (SJ) på museets område. Mest uppskattning fick norra Europas största modelljärnväg i TT-skalan som besökarna själva körde. Museet stängde den 3 september 2006 och kom aldrig att öppnas igen på grund av jordskredet i Småröd den 20 december 2006 och E6:ans nya sträckning efter återuppbyggnaden. Sommaren 2007 revs museet.